# علي كندي (قرة قويون)
علي كندي هي قرية في مقاطعة شوط‌، إيران. عدد سكان هذه القرية هو 198 في سنة 2006.